# Blending inheritance
Als blending inheritance wurde in der frühen Evolutionsbiologie eine bestimmte Annahme über den Ablauf der Vererbung bezeichnet, für die es keine allgemeingültige deutsche Entsprechung gibt. Dieser Annahme stand die Hypothese der particulate inheritance („partikuläre Vererbung“) gegenüber; beide waren historisch von großer Bedeutung, da von ihnen zentralständige konzeptionelle und theoretische Annahmen abgeleitet wurden, darunter auch die Struktur der Evolutionstheorie selbst. Es bestand lange Zeit ein wissenschaftlicher Streit über den Ablauf der Vererbung, der auf unterschiedliche Spekulationen über die Einheiten des Erbgutes zurückging.
1. Die Hypothese einer blending inheritance beinhaltete, dass sich die Merkmale beider Eltern in den Nachkommen mischen. Jeder Nachkomme erhält dieser Hypothese zufolge seine Eigenschaften in ähnlicher Weise gemischt, wie sich zwei Flüssigkeiten miteinander mischen.
2. Die alternative Hypothese einer particulate inheritance besagte, dass sich die Merkmale beider Eltern nicht mischen, sondern nur neu kombinieren: Entweder erbt ein Nachkomme ein elterliches Merkmal oder erbt es nicht.

Mit der Entdeckung der DNA als Träger der Erbinformation wurde dieser historische Streit zugunsten der zweiten Hypothese gelöst und spielt seitdem in der Evolutionsbiologie keine Rolle mehr.